# Bernt Bergström

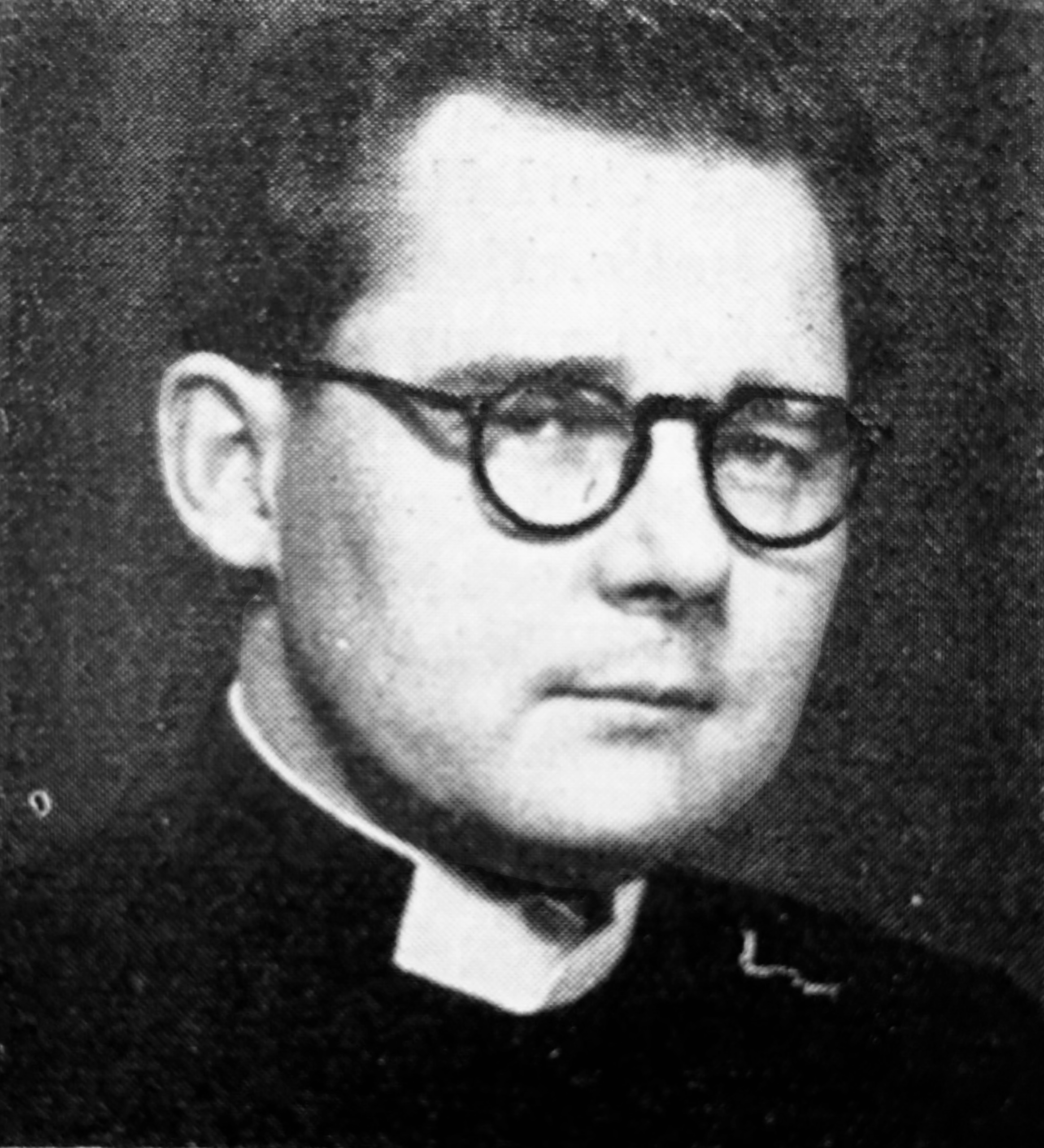
Bernt Bergström som predikant

Nils Bernt Bergström, född den 10 september 1924 i Delsbo, död den 18 februari 2004 i Långshyttan, var en svensk präst och poet. 

## Biografi
Redan vid elva års ålder fick han sin första dikt, Nyårsklockan, publicerad i Hudiksvallsposten. Han skrev även under med sin grannpojkes namn, då denne hade en svår uppväxt. 
Efter avslutad skolgång började Bergström som volontär på Hudiksvalls Tidning. Efter tre år inom journalistiken gjorde han militärtjänstgöring vid kustartilleriet. Ursprungligen ville han utbilda sig till kriminalreporter, men istället påbörjade han teologistudier vid Johannelunds teologiska institut i Stockholm.
Han avlade examen 1950 och började därefter arbeta inom Evangeliska Fosterlandsstiftelsen (EFS) i Stocksbro, Stora Skedvi. I början av 1960-talet påbörjade han sina präststudier inom Svenska kyrkan, och under studietiden extrajobbade han som lärare i bland annat religionskunskap.
År 1967 flyttade han till Långshyttan i södra Dalarna, där han började tjänstgöra som präst. Han blev snabbt en omtyckt förkunnare, känd för sina nytänkande gudstjänster, där han bland annat använde flanellograf i sina predikningar.
Bergström hämtade inspiration från bruksortens miljö och människor till sin poesi. Hans första diktsamling, Återvända, gavs ut 1974 och innehöll lyrik med teman som natur, kärlek, liv och tro. Under sin livstid publicerade han ett tiotal diktsamlingar och deltog i flera poesiuppläsningar. Efter pensioneringen 1989 ägnade han sig i huvudsak åt sitt stora intresse, författarskap.
Utöver poesin var folkmusik ett av hans stora intressen, och han samarbetade med flera folkmusiker genom att skriva låttexter. År 1989 tilldelades han det första stipendiet från Svenska Kaj Munksällskapet.
Hans sista diktsamling, Här slutar allmän väg, gavs ut 2003. År 2024 utgavs en antologi med hundra av hans dikter.
Bernt Bergström avled den 18 februari 2004 och är begravd på Långshyttans kyrkogård. Efter hans bortgång har hans dikter fortsatt att uppmärksammas.

### Diktsamlingar
- Återvända (1974)
- Kvardröjt  (1980)
- Livsannons (1988)
- Ordspår (1991)
- Årtåg (1997)
- Vägval (2000)
- Möten (2001)
- Här slutar allmän väg (2003)